# Nederland op de Paralympische Zomerspelen 1988
Nederland nam deel aan de Paralympische Zomerspelen 1988 in Seoel.

## Medailleoverzicht
| Sport       | Olympiër | Discipline                      | Medaille |
| ----------- | --- | ------------------------------- | -------- |
| Atletiek    | Ans Bouwmeester | Kogelstoten C4 (v)              | Goud     |
| Atletiek    | Jan Kleinheerenbrink | 200 m 4 (m)                     | Goud     |
| Atletiek    | Janet Jansen | 800 m A1-3A9L2 (v)              | Goud     |
| Atletiek    | Janet Jansen | 1500 m A1-3A9L2 (v)             | Goud     |
| Atletiek    | Janet Jansen | 3000 m A1-3A9L2 (v)             | Goud     |
| Atletiek    | Joke van Rijswijk | Verspringen B1 (v)              | Goud     |
| Atletiek    | Jos van der Donk | Kogelstoten A2A9 (m)            | Goud     |
| CP-voetbal  | Carlo Dengerink Rudi Dijkstra Henk Donker Peter Guntlisbergen Paul Heersink Wilfred Hennink Hans Karmiggelt Chris Reinds Barend Verbeek Arno de Jong Jaap de Vries                                        | Mannen                          | Goud     |
| Tafeltennis | Harold Kersten | Individueel Klasse C5 (m)       | Goud     |
| Tennis      | Chantal Vandierendonck | Individueel (v)                 | Goud     |
| Zwemmen     | Henk de Groot | 100 m Schoolslag L5 (m)         | Goud     |
| Zwemmen     | Jacqueline Nannenberg | 100 m Rugslag A2 (v)            | Goud     |
| Zwemmen     | Jeffrey van Loon | 100 m Schoolslag 4 (m)          | Goud     |
| Zwemmen     | Jeffrey van Loon | 400 m Vrije Slag 4 (m)          | Goud     |
| Zwemmen     | Johan Mosterd | 100 m Rugslag A4 (m)            | Goud     |
| Zwemmen     | Johan Mosterd | 100 m Schoolslag A4 (m)         | Goud     |
| Zwemmen     | Johan Mosterd | 100 m Vrije Slag A4 (m)         | Goud     |
| Zwemmen     | Johan Mosterd | 200 m Wisselslag A4 (m)         | Goud     |
| Zwemmen     | Johan Mosterd | 400 m Vrije Slag A4 (m)         | Goud     |
| Zwemmen     | Johannes Stokkel | 100 m Rugslag L4 (m)            | Goud     |
| Zwemmen     | Johannes Stokkel | 100 m Schoolslag L4 (m)         | Goud     |
| Zwemmen     | Joris van Geel | 50 m Rugslag C6 (m)             | Goud     |
| Zwemmen     | Joris van Geel | 50 m Schoolslag C6 (m)          | Goud     |
| Zwemmen     | Joris van Geel | 100 m Vrije Slag C6 (m)         | Goud     |
| Zwemmen     | Marcel Poulisse | 100 m Vrije Slag L4 (m)         | Goud     |
| Zwemmen     | Marcel Poulisse | 400 m Vrije Slag L4 (m)         | Goud     |
| Zwemmen     | Marga Aarts | 100 m Rugslag C8 (v)            | Goud     |
| Zwemmen     | Marga Aarts | 100 m Vrije Slag C8 (v)         | Goud     |
| Zwemmen     | Vincent Maassen | 100 m Vrije Slag A2 (m)         | Goud     |
|             | |                                 |          |
| Atletiek    | Jan Kleinheerenbrink | 100 m 4 (m)                     | Zilver   |
| Atletiek    | Roelof Keen | 400 m 4 (m)                     | Zilver   |
| Atletiek    | Willem Noorduin | Discuswerpen C5 (m)             | Zilver   |
| Basketbal   | Jan Dijs Servaas Kamerling Hubertus Klerks Henk Makkenze René Martens Erik Mink Frits Streyl Harry Venema Friedrich Wiegmann Frans van Breugel Bob van den Broek                                          | mannen                          | Zilver   |
| Schietsport | Eef Tammel | Luchtgeweer, staand 2-6 (m)     | Zilver   |
| Tennis      | Monique Van Den Bosch | Individueel (v)                 | Zilver   |
| Volleybal   | Herman Bernenschot Henk Bolthuis Harry Domen Addi Dost Henk Dost Gerard Kroon J. Milcerhdt Alfred Oonk Herman Ravier Pieter Top Andre Venderbosch Willem van Laar                                         | mannen                          | Zilver   |
| Zwemmen     | Jacqueline Nannenberg | 200 m Wisselslag A2 (v)         | Zilver   |
| Zwemmen     | Jeffrey van Loon | 100 m Vrije Slag 4 (m)          | Zilver   |
| Zwemmen     | Jeffrey van Loon | 200 m Wisselslag 4 (m)          | Zilver   |
| Zwemmen     | Johannes Stokkel | 200 m Wisselslag L4 (m)         | Zilver   |
| Zwemmen     | Kasper Engel | 100 m Vrije Slag C5 (m)         | Zilver   |
| Zwemmen     | Marcel Poulisse | 100 m Vlinderslag L4 (m)        | Zilver   |
| Zwemmen     | Marco Elout | 50 m Rugslag L3 (m)             | Zilver   |
| Zwemmen     | Marco Elout | 50 m Schoolslag L3 (m)          | Zilver   |
| Zwemmen     | Marco Elout | 200 m Vrije Slag L3 (m)         | Zilver   |
| Zwemmen     | Patrick Buygel | 100 m Schoolslag C8 (m)         | Zilver   |
| Zwemmen     | Sjerstin Vermeulen | 100 m Rugslag L6 (v)            | Zilver   |
| Zwemmen     | Sjerstin Vermeulen | 100 m Schoolslag L6 (v)         | Zilver   |
| Zwemmen     | Sjerstin Vermeulen | 400 m Vrije Slag L6 (v)         | Zilver   |
| Zwemmen     | Vincent Maassen | 400 m Vrije Slag A2(m)          | Zilver   |
|             | |                                 |          |
| Atletiek    | Iwan van Breemen | 5000 m 5-6 (m)                  | Brons    |
| Atletiek    | Jan Kleinheerenbrink | 800 m 4 (m)                     | Brons    |
| Atletiek    | Ruud Sybes | Discuswerpen C7 (m)             | Brons    |
| Atletiek    | Ruud Sybes | Kogelstoten C7 (m)              | Brons    |
| Atletiek    | Theo Duyvestijn | 100 m 1C (m)                    | Brons    |
| Basketbal   | Yvonne Broersma-Schaefer Jorien Buurman Jolanda Kok Christina Makkes-Klok Jozima Mosely Marijke Ruiter Maaike Smit Ingeborg Tiggelman Theodora de Haan Francisca de Rijk Neeltje van Es Guda van der Laan | vrouwen                         | Brons    |
| Schietsport | Eef Tammel | Luchtgeweer, 3 posities 2-6 (m) | Brons    |
| Schietsport | Freed Hazewinkel | Luchtpistool, zittend LSH1 (m)  | Brons    |
| Schietsport | Jan van de Meerendonk | Luchtpistool, staand LSH2 (m)   | Brons    |
| Tafeltennis | Jolanda Paardekam | Individueel Klasse 2 (v)        | Brons    |
| Tennis      | Ellen de Lange | Individueel (v)                 | Brons    |
| Zwemmen     | Henk de Groot | 100 m Rugslag L5 (m)            | Brons    |
| Zwemmen     | Jacqueline Nannenberg | 100 m Vlinderslag A2 (v)        | Brons    |
| Zwemmen     | Johan Mosterd | 100 m Vlinderslag A4 (m)        | Brons    |
| Zwemmen     | Johannes Stokkel | 100 m Vlinderslag L4 (m)        | Brons    |
| Zwemmen     | Kasper Engel | 400 m Vrije Slag C5 (m)         | Brons    |
| Zwemmen     | Marcel Poulisse | 200 m Wisselslag L4 (m)         | Brons    |
| Zwemmen     | Marco Elout | 100 m Vrije Slag L3 (m)         | Brons    |
| Zwemmen     | Marco Elout | 200 m Wisselslag L3 (m)         | Brons    |
| Zwemmen     | Patrick Buygel | 100 m Vrije Slag C8 (m)         | Brons    |
| Zwemmen     | Patrick Buygel | 200 m Vrije Slag C8 (m)         | Brons    |
| Zwemmen     | Rutger Sturkenboom | 100 m Schoolslag L5 (m)         | Brons    |
| Zwemmen     | Rutger Sturkenboom | 200 m Wisselslag L5 (m)         | Brons    |
| Zwemmen     | Sjerstin Vermeulen | 100 m Vrije Slag L6 (v)         | Brons    |
| Zwemmen     | Sjerstin Vermeulen | 200 m Wisselslag L6 (v)         | Brons    |
| Zwemmen     | Vincent Maassen | 100 m Rugslag A2 (m)            | Brons    |
| Zwemmen     | Vincent Maassen | 200 m Wisselslag A2 (m)         | Brons    |

## Atletiek
| Plaats                  | Discipline                  | Categorie | Naam                 | Afstand | Tijd     | Punten |
| ----------------------- | --------------------------- | --------- | -------------------- | ------- | -------- | ------ |
| 4                       | Mannen Discuswerpen         | A6A8A9L6  | Rinus Moor           | 37.94   |          |        |
| Zilver                  | Mannen Discuswerpen         | C5        | Willem Noorduin      | 32.92   |          |        |
| Brons                   | Mannen Discuswerpen         | C7        | Ruud Sybes           | 31.94   |          |        |
| 4                       | Mannen Cross Country 5000 m | C7        | John Jansen          |         | 21:51.0  |        |
| Brons                   | Mannen Hardlopen 100 m      | 1C        | Theo Duyvestijn      |         | 20.82    |        |
| Zilver                  | Mannen Hardlopen 100 m      | 4         | Jan Kleinheerenbrink |         | 16.45    |        |
| 6de in de halve finales | Mannen Hardlopen 100 m      | 4         | Roelof Keen          |         | 17.38    |        |
| 5                       | Vrouwen Hardlopen 100 m     | B1        | Joke van Rijswijk    |         | 14.02    |        |
| 4                       | Mannen Hardlopen 200 m      | 1C        | Theo Duyvestijn      |         | 40.66    |        |
| Goud                    | Mannen Hardlopen 200 m      | 4         | Jan Kleinheerenbrink |         | 31.34    |        |
| 6de in de halve finales | Mannen Hardlopen 200 m      | 4         | Roelof Keen          |         | 33.66    |        |
| 5de in de heats         | Mannen Hardlopen 400 m      | 1C        | Theo Duyvestijn      |         | 1:25.79  |        |
| Zilver                  | Mannen Hardlopen 400 m      | 4         | Roelof Keen          |         | 59.67    |        |
| Brons                   | Mannen Hardlopen 800 m      | 4         | Jan Kleinheerenbrink |         | 1:02.21  |        |
| 5                       | Mannen Hardlopen 800 m      | 1C        | Theo Duyvestijn      |         | 2:47.20  |        |
| 6                       | Mannen Hardlopen 800 m      | 4         | Jan Kleinheerenbrink |         | 2:05.83  |        |
| 5de in de halve finales | Mannen Hardlopen 800 m      | 4         | Roelof Keen          |         | 2:05.73  |        |
| 4                       | Mannen Hardlopen 800 m      | 5-6       | Iwan van Breemen     |         | 2:06.61  |        |
| Goud                    | Vrouwen Hardlopen 800 m     | A1-3A9L2  | Janet Jansen         |         | 2:37.38  |        |
| 6de in de heats         | Mannen Hardlopen 800 m      | C7        | John Jansen          |         | 2:31.46  |        |
| 7                       | Mannen Hardlopen 1500 m     | 1C        | Theo Duyvestijn      |         | 6:26.47  |        |
| 4                       | Mannen Hardlopen 1500 m     | 5-6       | Iwan van Breemen     |         | 4:02.34  |        |
| Goud                    | Vrouwen Hardlopen 1500 m    | A1-3A9L2  | Janet Jansen         |         | 4:42.65  |        |
| 6                       | Mannen Hardlopen 1500 m     | C7        | John Jansen          |         | 5:04.24  |        |
| Goud                    | Vrouwen Hardlopen 3000 m    | A1-3A9L2  | Janet Jansen         |         | 9:59.23  |        |
| 8ste in de heats        | Mannen Hardlopen 5000 m     | 2         | Gerrit Pomp          |         | 16:32.59 |        |
| Brons                   | Mannen Hardlopen 5000 m     | 5-6       | Iwan van Breemen     |         | 14:55.89 |        |
| 10                      | Mannen Hardlopen 10.000 m   | 2         | Gerrit Pomp          |         | 32:29.34 |        |
| 8                       | Mannen Hoogspringen         | A2A9      | Bert Bottemanne      | 1.67    |          |        |
| 4                       | Mannen Kogelstoten          | A2A9      | Jos van der Donk     | 10.60   |          |        |
| Goud                    | Vrouwen Kogelstoten         | C4        | Ans Bouwmeester      | 5.10    |          |        |
| 4                       | Mannen Kogelstoten          | C5        | Willem Noorduin      | 10.52   |          |        |
| Brons                   | Mannen Kogelstoten          | C7        | Ruud Sybes           | 10.95   |          |        |
| 13                      | Mannen Marathon             | 2         | Gerrit Pomp          |         | 2:01:45  |        |
| 5                       | Mannen Speerwerpen          | A6A8A9L6  | Rinus Moor           | 39.98   |          |        |
| Goud                    | Mannen Kogelstoten          | A2A9      | Jos van der Donk     | 47.08   |          |        |
| 6                       | Mannen Verspringen          | A2A9      | Bert Bottemanne      | 4.02    |          |        |
| Goud                    | Vrouwen Verspringen         | B1        | Joke van Rijswijk    | 4.72    |          |        |
| 4                       | Vrouwen Verspringen         | B1        | Vera Kroes           | 4.35    |          |        |

## Basketbal
| Paralympiër | Onderdeel | Resultaat | Prestatie |
| --- | --------- | --------- | --------- |
| Yvonne Broersma-Schaefer Jorien Buurman Jolanda Kok Christina Makkes-Klok Jozima Mosely Marijke Ruiter Maaike Smit Ingeborg Tiggelman Theodora de Haan Francisca de Rijk Neeltje van Es Guda van der Laan | vrouwen   | Brons     |           |

| Paralympiër | Onderdeel | Resultaat | Prestatie |
| --- | --------- | --------- | --------- |
| Jan Dijs Servaas Kamerling Hubertus Klerks Henk Makkenze René Martens Erik Mink Frits Streyl Harry Venema Friedrich Wiegmann Frans van Breugel Bob van den Broek Gertjan van der Linden | Mannen    | Zilver    |           |

## Boogschieten
| Plaats | Categorie                     | Naam           | Punten |
| ------ | ----------------------------- | -------------- | ------ |
| 7      | Mannen Dubbele FITA Ronde 2-6 | Jappie Walstra | 2344   |

## CP-voetbal
| Olympiër | Onderdeel | Resultaat | Prestatie |
| --- | --------- | --------- | --------- |
| Carlo Dengerink Rudi Dijkstra Henk Donker Peter Guntlisbergen Paul Heersink Wilfred Hennink Hans Karmiggelt Chris Reinds Barend Verbeek Arno de Jong Jaap de Vries | Mannen    | Goud      |           |

## Goalball
| Olympiër                                                                         | Discipline | Resultaat | Prestatie |
| -------------------------------------------------------------------------------- | ---------- | --------- | --------- |
| Sjaak Bergman Jan Bommel C. Brouwer Jan Geerts Jan van Asten Ronnie van Kemenade | Mannen     |           |           |

| Olympiër                                                                                                 | Discipline | Resultaat | Prestatie |
| --- | ---------- | --------- | --------- |
| Anneke Berkhout Denice Duurvoort Sandra Groeneveld Lydia Huyssen Maartje Johanna Koeman Johanna Snijkers | Vrouwen    |           |           |

## Schietsport
| Plaats | Onderdeel                      | Categorie | Naam                  | Punten |
| ------ | ------------------------------ | --------- | --------------------- | ------ |
| Brons  | Mannen Luchtpistool, zittend   | LSH1      | Freed Hazewinkel      | 546    |
| Brons  | Mannen Luchtpistool, staand    | LSH2      | Jan van de Meerendonk | 556    |
| 9      | Mannen Luchtpistool, staand    | LSH2      | Wilhelmus van Dijk    | 547    |
| Brons  | Mannen Luchtgeweer, 3 posities | 2-6       | Eef Tammel            | 1182   |
| 13     | Mannen Luchtgeweer, 3 posities | 2-6       | Ton de Haas           | 1169   |
| 14     | Mannen Luchtgeweer, 3 posities | 2-6       | Jan van de Wetering   | 1168   |
| 14     | Mannen Luchtgeweer, knielend   | 2-6       | Eef Tammel            | 392    |
| 15     | Mannen Luchtgeweer, knielend   | 2-6       | Jan van de Wetering   | 391    |
| 17     | Mannen Luchtgeweer, knielend   | 2-6       | Ton de Haas           | 390    |
| 9      | Gemengd Luchtgeweer, liggend   | 2-6       | Eef Tammel            | 396    |
| 18     | Gemengd Luchtgeweer, liggend   | 2-6       | Jan van de Wetering   | 394    |
| 22     | Gemengd Luchtgeweer, liggend   | 2-6       | Ton de Haas           | 392    |
| Zilver | Mannen Luchtgeweer, staand     | 2-6       | Eef Tammel            | 394    |
| 8      | Mannen Luchtgeweer, staand     | 2-6       | Ton de Haas           | 387    |
| 14     | Mannen Luchtgeweer, staand     | 2-6       | Jan van de Wetering   | 382    |

## Tafeltennis
| Plaats               | Categorie                          | Naam               |
| -------------------- | ---------------------------------- | ------------------ |
| Brons                | Vrouwen Individueel Klasse 2       | Jolanda Paardekam  |
| kwartfinales         | Vrouwen Individueel Klasse 4       | Mariëlle Paardekam |
| Goud                 | Mannen Individueel Klasse C5       | Harold Kersten     |
| kwartfinales         | Vrouwen Individueel Klasse TT Open | Diane Hendriks     |
| 4de in de groepsfase | Mannen Individueel Klasse TT2      | Cornelis Chatelain |
| 4                    | Mannen Individueel Klasse TT3      | Jan Koostra        |
| 4                    | Mannen Individueel Klasse TT6      | Niels Rohof        |
| 2de in de groepsfase | Mannen Individueel Klasse TT6      | Rein Zijda         |
| halvefinales         | Vrouwen Individueel Klasse TT7     | Patricia Neeus     |

## Tennis
| Plaats | Categorie           | Naam                   |
| ------ | ------------------- | ---------------------- |
| Goud   | Vrouwen Individueel | Chantal Vandierendonck |
| Zilver | Vrouwen Individueel | Monique Van Den Bosch  |
| Brons  | Vrouwen Individueel | Ellen de Lange         |

## Volleybal
| Olympiër | Onderdeel | Resultaat | Prestatie |
| --- | --------- | --------- | --------- |
| Herman Bernenschot Henk Bolthuis Harry Domen Addi Dost Henk Dost Gerard Kroon J. Milcerhdt Alfred Oonk Herman Ravier Pieter Top Andre Venderbosch Willem van Laar | Mannen    | Zilver    |           |

## Zwemmen
| Plaats          | Afstand                   | Categorie | Naam                  | Tijd/Punten |
| --------------- | ------------------------- | --------- | --------------------- | ----------- |
| Goud            | Mannen 50 m Rugslag       | C6        | Joris van Geel        | 40.83       |
| Zilver          | Mannen 50 m Rugslag       | L3        | Marco Elout           | 40.91       |
| 7               | Mannen 50 m Rugslag       | L3        | Johan Zegers          | 52.43       |
| 5de in de heats | Vrouwen 50 m Schoolslag   | B3        | Joan Westland         | 47.53       |
| Goud            | Mannen 50 m Schoolslag    | C6        | Joris van Geel        | 42.83       |
| Zilver          | Mannen 50 m Schoolslag    | L3        | Marco Elout           | 45.77       |
| 7               | Mannen 50 m Schoolslag    | L3        | Johan Zegers          | 54.35       |
| 7               | Vrouwen 50 m Vrije Slag   | B3        | Joan Westland         | 35.45       |
| 4               | Mannen 50 m Vlinderslag   | L3        | Johan Zegers          | 57.21       |
| 5               | Mannen 50 m Vlinderslag   | L3        | Marco Elout           | 1:04.27     |
| Zilver          | Mannen 50 m Vlinderslag   | 4         | Jeffrey van Loon      | 42.13       |
| Brons           | Mannen 100 m Rugslag      | A2        | Vincent Maassen       | 1:15.08     |
| 8               | Mannen 100 m Rugslag      | A2        | Robin Sonje           | 1:17.89     |
| Goud            | Vrouwen 100 m Rugslag     | A2        | Jacqueline Nannenberg | 1:20.90     |
| Goud            | Mannen 100 m Rugslag      | A4        | Johan Mosterd         | 1:10.33     |
| 4               | Vrouwen 100 m Rugslag     | B3        | Joan Westland         | 1:30.89     |
| 4               | Mannen 100 m Rugslag      | C5        | Kasper Engel          | 1:31.54     |
| Goud            | Vrouwen 100 m Rugslag     | C8        | Marga Aarts           | 1:26.49     |
| Goud            | Mannen 100 m Rugslag      | L4        | Johannes Stokkel      | 1:19.23     |
| 5               | Mannen 100 m Rugslag      | L4        | Marcel Poulisse       | 1:25.78     |
| Brons           | Mannen 100 m Rugslag      | L5        | Henk de Groot         | 1:17.34     |
| 5               | Mannen 100 m Rugslag      | L5        | Rutger Sturkenboom    | 1:18.13     |
| Zilver          | Vrouwen 100 m Rugslag     | L6        | Sjerstin Vermeulen    | 1:19.72     |
| Zilver          | Mannen 100 m Rugslag      | 4         | Jeffrey van Loon      | 1:24.62     |
| 6               | Mannen 100 m Schoolslag   | A2        | Robin Sonje           | 1:30.72     |
| 3de in de heats | Mannen 100 m Schoolslag   | A2        | Vincent Maassen       | 1:34.61     |
| 5               | Vrouwen 100 m Schoolslag  | A2        | Jacqueline Nannenberg | 2:00.41     |
| Goud            | Mannen 100 m Schoolslag   | A4        | Johan Mosterd         | 1:19.54     |
| 7               | Vrouwen 100 m Schoolslag  | B3        | Joan Westland         | 1:44.17     |
| Zilver          | Mannen 100 m Schoolslag   | C8        | Patrick Buygel        | 1:26.63     |
| Goud            | Mannen 100 m Schoolslag   | L4        | Johannes Stokkel      | 1:27.36     |
| 7               | Mannen 100 m Schoolslag   | L4        | Marcel Poulisse       | 1:43.37     |
| Goud            | Mannen 100 m Schoolslag   | L5        | Henk de Groot         | 1:23.15     |
| Brons           | Mannen 100 m Schoolslag   | L5        | Rutger Sturkenboom    | 1:25.92     |
| Zilver          | Vrouwen 100 m Schoolslag  | L6        | Sjerstin Vermeulen    | 1:35.44     |
| Goud            | Mannen 100 m Schoolslag   | 4         | Jeffrey van Loon      | 1:40.86     |
| 4               | Mannen 100 m Vlinderslag  | A2        | Vincent Maassen       | 1:15.58     |
| 6de in de heats | Mannen 100 m Vlinderslag  | A2        | Robin Sonje           | 1:27.06     |
| Brons           | Vrouwen 100 m Vlinderslag | A2        | Jacqueline Nannenberg | 1:39.89     |
| Brons           | Mannen 100 m Vlinderslag  | A4        | Johan Mosterd         | 1:08.97     |
| Zilver          | Mannen 100 m Vlinderslag  | L4        | Marcel Poulisse       | 1:15.09     |
| Brons           | Mannen 100 m Vlinderslag  | L4        | Johannes Stokkel      | 1:17.33     |
| 6               | Mannen 100 m Vlinderslag  | L5        | Rutger Sturkenboom    | 1:20.59     |
| 7               | Mannen 100 m Vlinderslag  | L5        | Henk de Groot         | 1:26.07     |
| 5               | Vrouwen 100 m Vlinderslag | L6        | Sjerstin Vermeulen    | 1:25.97     |
| Goud            | Mannen 100 m Vrije Slag   | A2        | Vincent Maassen       | 1:02.55     |
| 2de in de heats | Mannen 100 m Vrije Slag   | A2        | Robin Sonje           | 1:06.82     |
| 4de in de heats | Vrouwen 100 m Vrije Slag  | A2        | Jacqueline Nannenberg | 1:20.74     |
| Goud            | Mannen 100 m Vrije Slag   | A4        | Johan Mosterd         | 58.65       |
| 5               | Vrouwen 100 m Vrije Slag  | B3        | Joan Westland         | 1:17.46     |
| Zilver          | Mannen 100 m Vrije Slag   | C5        | Kasper Engel          | 1:19.85     |
| Goud            | Mannen 100 m Vrije Slag   | C6        | Joris van Geel        | 1:18.61     |
| Brons           | Mannen 100 m Vrije Slag   | C8        | Patrick Buygel        | 1:08.23     |
| Goud            | Vrouwen 100 m Vrije Slag  | C8        | Marga Aarts           | 1:14.63     |
| Brons           | Mannen 100 m Vrije Slag   | L3        | Marco Elout           | 1:24.29     |
| 6               | Mannen 100 m Vrije Slag   | L3        | Johan Zegers          | 1:26.18     |
| Goud            | Mannen 100 m Vrije Slag   | L4        | Marcel Poulisse       | 1:07.02     |
| 5               | Mannen 100 m Vrije Slag   | L4        | Johannes Stokkel      | 1:14.21     |
| 4               | Mannen 100 m Vrije Slag   | L5        | Rutger Sturkenboom    | 1:06.78     |
| 7               | Mannen 100 m Vrije Slag   | L5        | Henk de Groot         | 1:12.17     |
| Brons           | Vrouwen 100 m Vrije Slag  | L6        | Sjerstin Vermeulen    | 1:08.49     |
| Zilver          | Mannen 100 m Vrije Slag   | 4         | Jeffrey van Loon      | 1:14.31     |
| 4               | Mannen 200 m Rugslag      | C5        | Kasper Engel          | 3:14.46     |
| 7               | Vrouwen 200 m Schoolslag  | B3        | Joan Westland         | 3:40.24     |
| 4               | Mannen 200 m Vrije Slag   | C5        | Kasper Engel          | 2:57.00     |
| Brons           | Mannen 200 m Vrije Slag   | C8        | Patrick Buygel        | 2:33.62     |
| Zilver          | Mannen 200 m Vrije Slag   | L3        | Marco Elout           | 2:52.63     |
| 5               | Mannen 200 m Vrije Slag   | L3        | Johan Zegers          | 3:06.30     |
| Brons           | Mannen 200 m Wisselslag   | A2        | Vincent Maassen       | 2:42.01     |
| 6               | Mannen 200 m Wisselslag   | A2        | Robin Sonje           | 2:46.30     |
| Zilver          | Vrouwen 200 m Wisselslag  | A2        | Jacqueline Nannenberg | 3:13.18     |
| Goud            | Mannen 200 m Wisselslag   | A4        | Johan Mosterd         | 2:27.76     |
| 8               | Vrouwen 200 m Wisselslag  | B3        | Joan Westland         | 3:19.67     |
| 4               | Mannen 200 m Wisselslag   | C5        | Kasper Engel          | 3:34.05     |
| 4               | Mannen 200 m Wisselslag   | C8        | Patrick Buygel        | 3:06.72     |
| Brons           | Mannen 200 m Wisselslag   | L3        | Marco Elout           | 3:28.94     |
| 5               | Mannen 200 m Wisselslag   | L3        | Johan Zegers          | 3:54.25     |
| Zilver          | Mannen 200 m Wisselslag   | L4        | Johannes Stokkel      | 2:47.95     |
| Brons           | Mannen 200 m Wisselslag   | L4        | Marcel Poulisse       | 2:53.61     |
| Brons           | Mannen 200 m Wisselslag   | L5        | Rutger Sturkenboom    | 2:43.87     |
| 4               | Mannen 200 m Wisselslag   | L5        | Henk de Groot         | 2:49.18     |
| Brons           | Vrouwen 200 m Wisselslag  | L6        | Sjerstin Vermeulen    | 2:50.42     |
| Zilver          | Mannen 200 m Wisselslag   | 4         | Jeffrey van Loon      | 3:08.03     |
| Zilver          | Mannen 400 m Vrije Slag   | A2        | Vincent Maassen       | 4:47.09     |
| 6de in de heats | Mannen 400 m Vrije Slag   | A2        | Robin Sonje           | 5:10.55     |
| 5               | Vrouwen 400 m Vrije Slag  | A2        | Jacqueline Nannenberg | 6:07.71     |
| Goud            | Mannen 400 m Vrije Slag   | A4        | Johan Mosterd         | 4:33.13     |
| 6               | Vrouwen 400 m Vrije Slag  | B3        | Joan Westland         | 6:05.99     |
| Brons           | Mannen 400 m Vrije Slag   | C5        | Kasper Engel          | 6:06.98     |
| 4               | Mannen 400 m Vrije Slag   | C8        | Patrick Buygel        | 5:38.03     |
| Goud            | Mannen 400 m Vrije Slag   | L4        | Marcel Poulisse       | 5:02.06     |
| 4               | Mannen 400 m Vrije Slag   | L4        | Johannes Stokkel      | 5:39.85     |
| 6               | Mannen 400 m Vrije Slag   | L5        | Rutger Sturkenboom    | 5:20.60     |
| 8               | Mannen 400 m Vrije Slag   | L5        | Henk de Groot         | 5:31.00     |
| Zilver          | Vrouwen 400 m Vrije Slag  | L6        | Sjerstin Vermeulen    | 5:02.62     |
| Goud            | Mannen 400 m Vrije Slag   | 4         | Jeffrey van Loon      | 5:26.44     |

Argentinië · 
Australië · 
Bahama's · 
Bahrain · 
België · 
Bondsrepubliek Duitsland · 
Brazilië · 
Bulgarije · 
Canada · 
China · 
Colombia · 
Cyprus · 
Denemarken · 
Egypte · 
Faeröer · 
Filipijnen · 
Finland · 
Frankrijk · 
Griekenland · 
Groot-Brittannië · 
Guatemala · 
Hong Kong · 
Hongarije · 
IJsland · 
Ierland · 
India · 
Indonesië · 
Iran · 
Israel · 
Italië · 
Jamaica · 
Japan · 
Joegoslavië · 
Jordanië · 
Kenia · 
Koeweit · 
Korea · 
Liechtenstein · 
Macau · 
Maleisië · 
Marokko · 
Mexico · 
Nederland · 
Nieuw-Zeeland · 
Noorwegen · 
Oman · 
Oostenrijk · 
Polen · 
Portugal · 
Puerto Rico · 
Singapore · 
Sovjet-Unie · 
Spanje · 
Thailand · 
Trinidad en Tobago · 
Tsjecho-Slowakije · 
Tunesië · 
Verenigde Staten · 
Zweden · 
Zwitserland